# 山田久美
山田 久美（やまだ くみ、1967年1月6日 - ）は、将棋の女流棋士。群馬県太田市出身。西村一義九段門下。女流棋士番号は6（2011年3月31日までの旧番号は18）。
日本将棋連盟女流棋士会会長（2017年6月 - ）。

## 略歴
- 1981年 第5回女流アマ最強戦優勝。
- 1982年 第1回女流アマ棋聖戦優勝。
- 1982年4月20日 女流プロ入り（女流育成会発足以前に女流プロ入りした最後の女流棋士）
- 1989年 第12期女流王将戦でタイトル初挑戦（林葉直子に0-2で敗退）
- 1992年度から1995年度まで、NHK杯テレビ将棋トーナメント」の司会を務める
- 1992年8月18日-1993年4月23日 女流棋戦17連勝（当時の最多連勝記録に並ぶ）
- 1994年 第8回レディースオープントーナメント準優勝
- 1996年度から1998年度まで、 NHK「囲碁・将棋ジャーナル」の司会を務める。
- 2014年 第22期大山名人杯倉敷藤花戦で、25年ぶりのタイトル挑戦[2]（47歳8か月での女流タイトル戦登場は当時の女流棋戦最年長記録[注釈 1]、甲斐智美に1-2で敗退）
- 2017年6月より日本将棋連盟女流棋士会会長を務めている。

## 人物
- プロ棋士の多くは小学生の低学年までに将棋を始めている[4]が、山田が将棋を始めたのは小学校6年生の三学期ごろと晩学であった[5]。
- 中学卒業を機に、師匠である西村一義の内弟子となる。内弟子となったことで師匠からたくさん将棋を教わることを期待したが、当時の西村は連盟理事の要職にあり多忙を極めていたことから、直接教わる機会は少なかった[6]。
- 2002年、清水市代、中倉彰子、中倉宏美とともにユニット「原宿将棋通り」でCDデビュー。

## 昇級・昇段履歴
- 1982年04月20日 - 女流2級
1983年04月01日 （女流1級、飛び級）
- 1983年04月01日 - 女流初段（女流名人位戦A級リーグ入り）
- 1990年02月28日 - 女流二段（タイトル挑戦／第12期女流王将戦）
- 2000年04月01日 - 女流三段（昇段規定改定による昇段〈女流二段昇段後90勝以上〉、女流通算224勝）[7][8]
- 2014年09月29日 - 女流四段（勝数規定／女流三段昇段後120勝、女流通算344勝317敗）[2][注釈 2]

## 主な成績
タイトル履歴
- タイトル戦登場回数：合計 2回
  - 女流王将：1回（第12期-1989年度）
  - 倉敷藤花：1回（第22期-2014年度）
- タイトル獲得：なし

### 年度別成績
- 2024年度 - 19局 6勝13敗（勝率0.3157）[10]

女流通算成績
- 2024年度 - 846局 414勝432敗（勝率0.4893）〈2025年3月31日対局分まで〉[11]
- 女流通算400勝  - 2022年6月6日達成（400勝392敗）[12]

「男性棋戦」通算成績
- 2024年度 - 5局 1勝4敗（勝率0.2000）〈2025年3月31日対局分まで〉[11]